# Lars Dalsgaard
Lars Christensen Dalsgaard (født 20. september 1801 i Vonsild, død 28. august 1878 i Gedsted) var en dansk gårdmand og medlem af Folketinget.
Dalsgaard var søn af gårdejer Christen Dalsgaard. Han var gårdejer fra 1826 og kromand i Gedsted i Vesthimmerland fra 1836. Han blev også købmand i 1850. Han var fattigforstander og skoleforstander i over 20 år, sognefoged 1841-1856 og medlem af sogneforstanderskabet 1842-1847 og 1856-1861 og dets formand 1846-1857 og 1856-1857. Han trak sig tilbage fra sine erhverv i 1862 og var aftægtsmand da han døde i 1878.
Han var medlem af Folketinget valgt i Viborg Amts 5. valgkreds (Løvelkredsen) fra 27. maj 1853 til 15. november 1853. Han blev valgt ved folketingsvalget 27. maj 1853, men nedlagde sit mandat allerede i november. Han blev efterfulgt i Løvelkredsen af Graves P. Lundgaard som vandt suppleringsvalget i december.